# Neoliberismo
Il neoliberismo (internazionalmente chiamato neoliberalismo) è un indirizzo di pensiero economico che, in nome delle riconfermate premesse dell’economia classica, denuncia le sostanziali violazioni della concorrenza perpetrate da concentrazioni monopolistiche all’ombra del laissez-faire e chiede pertanto misure statali atte a riaffermare l'effettiva libertà di mercato e a garantire con ciò il rispetto anche delle libertà politiche.
Gli economisti neoliberisti, come gli ebrei austriaci Friedrich von Hayek (1899-1992) e Ludwig von Mises (1881-1973) e il francese Jacques Rueff (1896-1978), non insistono tuttavia più sugli ipotetici vantaggi della libera concorrenza, ma sugli inconvenienti pratici dell’intervento dello Stato, ritenuto facile a degenerare in costrizione, pesante, sempre tardivo e spesso inefficace.
Dal punto di vista filosofico, esso sarebbe parzialmente associabile alle teorie libertarie, se non che i termini liberista e neoliberista sono talvolta utilizzati con una connotazione dispregiativa. Ambo i termini esistono solo in lingua italiana: il primo di essi fu coniato dal filosofo Benedetto Croce a metà del XX secolo, mentre il secondo è entrato in uso nell'ultimo decennio dello stesso.
Il termine liberismo è spesso stato assimilato sin dalle origini crociane alle conseguenze economiche del pensiero politico liberale. Tuttavia, il liberalismo attribuisce all'autorità pubblica e al diritto proprio il compito (esclusivo) di difendere le libertà individuali, tra cui anche quelle economiche. L'essenza economica del liberalismo fu enunciata nel modo più esplicito dall'economista austriaco Eugen von Böhm-Bawerk (1851-1914): "Un mercato è un sistema giuridico, in assenza del quale l'unica economia possibile è la rapina di strada".

## Origine ed evoluzione del termine

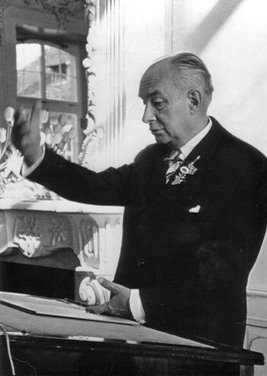
Alexander Rüstow, ordoliberale che usò per primo il termine neoliberalismo.

Il primo a coniare il termine fu il sociologo ed economista tedesco Alexander Rüstow, il quale cercò di teorizzare una nuova forma di liberalismo (l'ordoliberalismo) leggermente distaccata da quello classico, maggiormente attenta al sociale e non completamente contraria ad un controllo dell'evoluzione dei mercati da parte dello Stato. Rüstow successivamente portò queste sue idee all'interno dei circoli di intellettuali, da lui frequentati in Germania, sotto il nome di neoliberalismo.
Nel 1938 il filosofo francese Louis Rougier organizzò a Parigi un colloquio intitolato a nome del giornalista Walter Lippmann, basato appunto sulle idee di quest'ultimo, contrarie ad ogni forma di collettivismo. Al colloquio presero parte oltre a Rougier e Lippmann anche Wilhelm Röpke, Friedrich von Hayek, Ludwig von Mises, Michael Polanyi, Raymond Aron, Robert Marjolin, Jacques Rueff e lo stesso Alexander Rüstow. L'incontro puntò, sotto l'auspicio degli organizzatori Rougier e Lippmann, a definire una nuova visione di liberismo economico, cui in quel periodo, nell'opinione comune, si imputava la Grande Depressione del 1929. Fu attraverso questo incontro, grazie anche alla partecipazione di Alexander Rüstow, che si ebbe un primo vero utilizzo della parola neoliberalismo quale identificazione di una qualche ideologia economica, nella fattispecie una ideologia che intendeva proporsi come terza via tra il laissez faire e la pianificazione economica collettivista.

## Storia

### Mont Pelerin Society

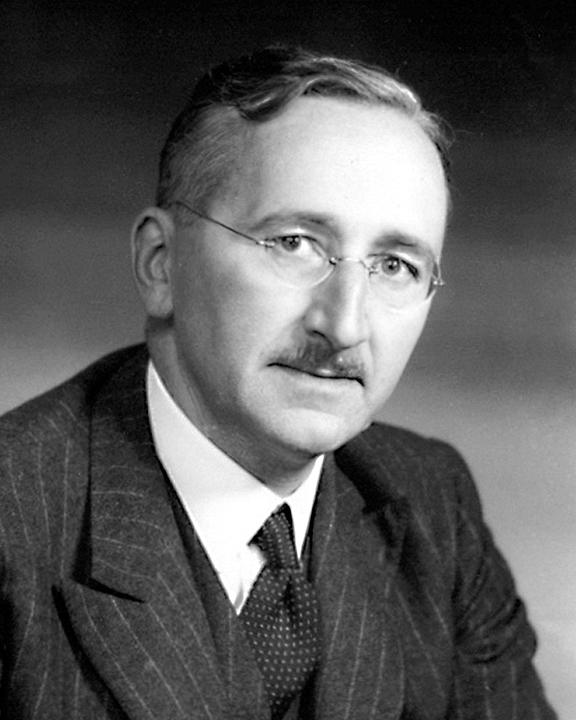
Friedrich von Hayek

Reduce dal Colloquio Walter Lippmann, nel 1947 Friedrich von Hayek fondò la Mont Pelerin Society con l'intento di aggregare varie personalità del mondo intellettuale al fine di ridiscutere il liberalismo classico, quindi ancora una volta si parlò di neoliberalismo. Come ha sostenuto Milton Friedman, uno degli aderenti alla società fondata da Hayek, il periodo storico vissuto di recente, caratterizzato dalla forte ascesa da parte degli statalismi un po' ovunque nel mondo, fece vedere agli occhi di tutti la Mont Pelerin Society come baluardo dell'ideologia liberale, punto di incontro annuale dei sostenitori del libero mercato. La creazione della società creò però non pochi attriti tra Hayek ed il suo collega di Scuola austriaca Ludwig von Mises, difensore del liberalismo classico.

### Cile di Augusto Pinochet
A partire dagli anni sessanta in America Latina iniziò un certo interesse da parte di alcuni intellettuali locali per le politiche di libero mercato ed in particolare per l'ordoliberalismo che aveva caratterizzato il miracolo economico tedesco, il Wirtschaftswunder. Tali teorie economiche venivano menzionate attraverso il termine spagnolo neoliberalismo. Fu soltanto dopo il colpo di Stato effettuato in Cile, ad opera del generale Augusto Pinochet, che delle idee liberiste iniziarono a trovare posto nell'economia politica di uno Stato sudamericano, uno Stato in regime dittatoriale.
Pinochet prese contatto fin da subito con diversi economisti appartenenti alla Scuola di Chicago, i cosiddetti Chicago boys, tra cui il fondatore della scuola Milton Friedman, e José Piñera. Questi suggerirono a Pinochet una serie di riforme di stampo liberale ispirate ai princìpi espressi in Capitalismo e libertà, come la deregolamentazione (deregulation), il conservatorismo fiscale, le privatizzazioni del patrimonio statale e i tagli alla spesa sociale, riportando il Cile, dopo la breve e interrotta presidenza di Allende, alle precedenti politiche liberiste aperte agli investimenti dei mercati internazionali e delle multinazionali (in particolare di quelle statunitensi).
Le politiche adottate da Pinochet, principalmente per quanto riguardò la riduzione della spesa pubblica, generarono non poco malcontento nella popolazione, specialmente per le classi sociali più basse che videro venir meno molti servizi assistenziali oltre che una riduzione media dei salari dell'8% e del potere di acquisto dei salari stessi; l'inflazione toccò il 375% nel 1974 e la disoccupazione il 20% (dal 3% che era; nel 1982 salì al 30%). Tali politiche erano inoltre attuate nel clima di terrore in cui la polizia teneva la popolazione grazie a torture e sparizioni. Durante il discusso regime di Pinochet si registrò quindi un'evoluzione del termine neoliberalismo, che assunse una connotazione dispregiativa nell'utilizzo di coloro che criticavano le politiche cilene di quel periodo.

### Anni 2000
A partire dagli anni 2000 si è assistito ad un aumento dell'uso del termine neoliberalismo, soprattutto da parte dei critici del libero mercato e del laissez-faire in genere, similmente a quanto accaduto nell'America Latina durante la dittatura Pinochet. Difatti, ad oggi, non esiste una definizione unica e chiara di neoliberalismo, il quale rimane un concetto spesso confuso, utilizzato nel linguaggio accusatorio. Tanto meno vi sono economisti, politici o pensatori che si autodefiniscono neoliberali.
Alcuni dei detrattori dell'ideologia neoliberale le addebitano il fatto di essere una sorta di estremizzazione del liberalismo economico, tendendo all'annullamento totale dello Stato in favore del libero mercato e dell'imprenditorialità privata. Da questo punto di vista il neoliberalismo sembrerebbe avvicinarsi ai significati di anarco-capitalismo e libertarianismo, o anche di minarchismo, inglobando quindi anche le differenze presenti tra queste varie correnti filosofiche.
Altri identificano il neoliberismo non tanto con la concezione del venir meno dello Stato a beneficio del mercato, quanto piuttosto con il processo di impadronimento e controllo dello stesso Stato e dei suoi organi-chiave da parte di lobby, multinazionali e gruppi finanziari (una sorta di svuotamento dall'interno dello Stato, attuato ad esempio tramite privatizzazione dei profitti e mantenimento di costi e perdite a carico della casse pubbliche). Pensieri di questo tipo sono estremamente ricorrenti nella critica di uno studioso che ha più volte stigmatizzato gli eccessi del neoliberismo e le asimmetrie della globalizzazione come Noam Chomsky.
Diversi economisti vedono la grande recessione del XXI secolo come un effetto del fallimento delle politiche neoliberiste. La stessa globalizzazione del XXI secolo, con i suoi aspetti positivi e negativi, è vista come un effetto delle politiche neoliberiste.